# Strandflate

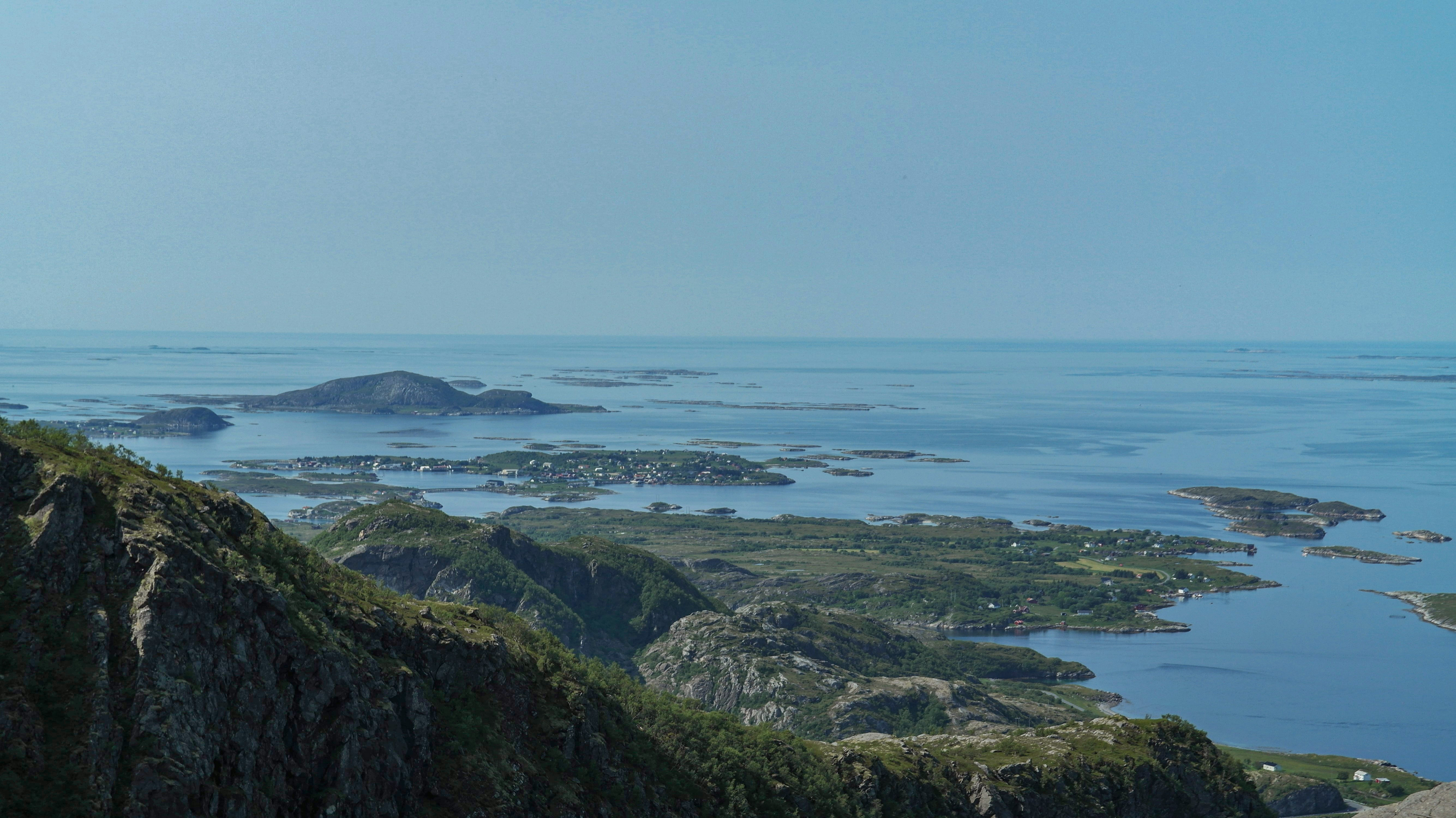
Strandflate en Herøy, Nordland, norte de Noruega.

En la geomorfología, un strandflate (palabra del noruego) es una forma de relieve típica de las costas de altas latitudes —en especial de Noruega— que consiste en una superficie de erosión aplanada de la costa y del lecho marino próximo a ella. En Noruega, los strandflates ofrecen espacio para los asentamientos y la agricultura, y constituyen importantes paisajes culturales.  Las aguas poco profundas y protegidas de los strandflates son valiosas zonas de pesca que dan sustento a los asentamientos pesqueros tradicionales.  Fuera de Noruega, se pueden encontrar strandflates en otras áreas de alta latitud, como la Antártida, Alaska, el Ártico canadiense, el extremo norte de Rusia, Groenlandia, el archipiélago de Svalbard, Islandia, Suecia y Escocia.
Los strandflates generalmente están delimitados en el lado terrestre por una fuerte ruptura en la pendiente, que conduce a terreno montañoso o  mesetas elevadas. En el lado del mar, los strandflates terminan en laderas submarinas. La superficie de la roca madre de los strandflates es irregular y se inclina suavemente hacia el mar.
El concepto de strandflate fue introducido en 1894 por el geólogo noruego Hans Reusch.

## Strandflate noruegos

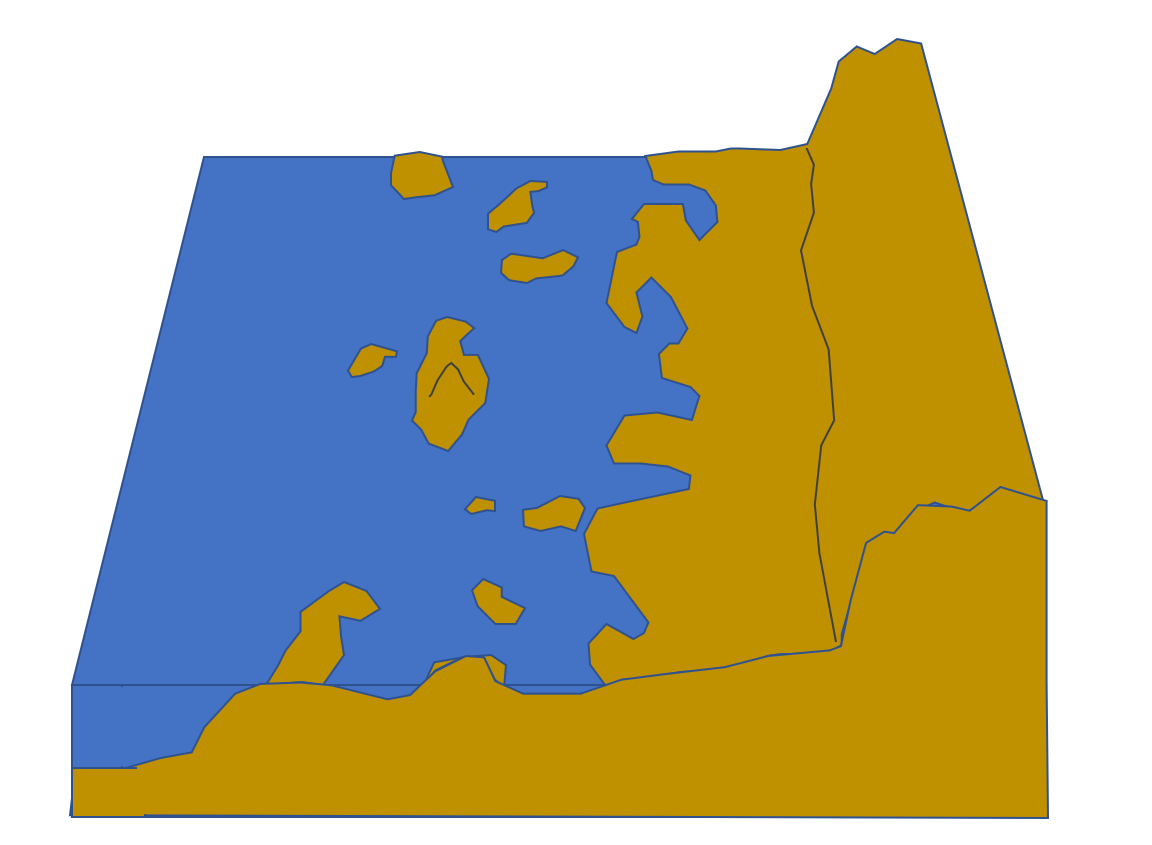
Planta esquemática de un strandflate en Noruega. A la derecha se encuentra el terreno más alto, a la izquierda se encuentra una pendiente empinada que conduce al strandflate. El strandflate es plano y ondulado, y tiene una zona de escollos (skerries) a la izquierda, separados de las superficies planas submarinas del banco por una pendiente submarina. La gran isla en el medio alberga un raukar.

### Características
Los strandflates no son completamente planos y pueden mostrar algo de relieve local, lo que significa que generalmente no es posible asignarles una elevación precisa sobre el nivel del mar. Los strandflates noruegos varían entre desde los 70 a 60 metros sobre el nivel del mar hasta los 40 a 30 metros por debajo del nivel del mar. Las ondulaciones en el relieve de un strandflate se pueden dar como resultado una línea costera irregular con escollos (skerries), pequeños embalses y penínsulas.

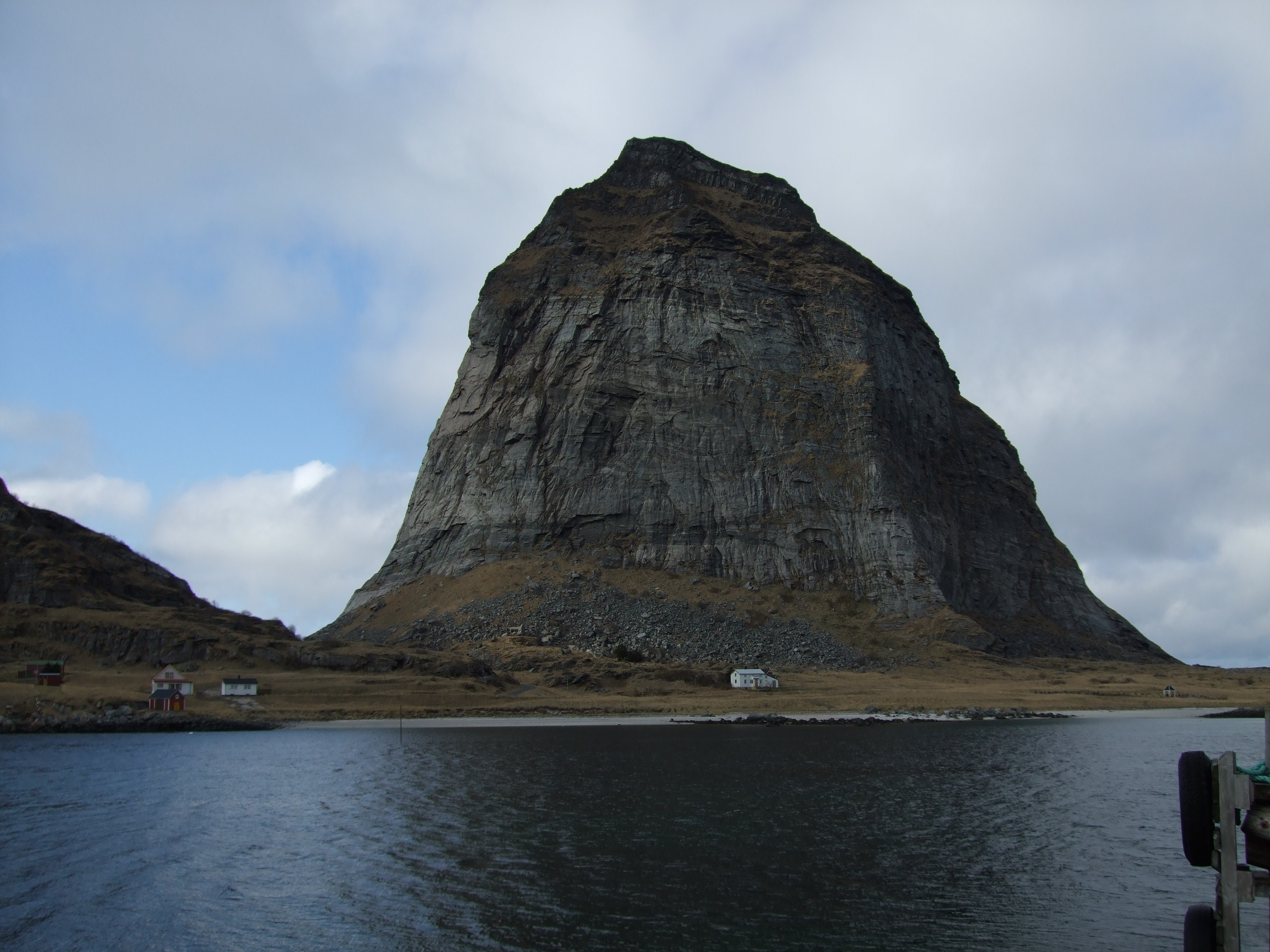
La montaña Trænstaven en la comuna de Træna es un raukar en medio del strandflate de la costa de Noruega.

El ancho del strandflate varía de unos pocos kilómetros a 50 km y ocasionalmente alcanza hasta 80 km de ancho. De tierra a mar, el strandflate se puede subdividir en las siguientes zonas: la zona supramarina, el skjærgård (archipiélago de skerries) y la zona submarina. Las montañas residuales rodeadas por las aguas del strandflate se llaman raukares.
En el lado de tierra, el strandflate a menudo termina abruptamente con el comienzo de una pendiente empinada que lo separa del terreno más alto o irregular. En algunos lugares falta este límite preciso y el extremo hacia tierra del strandflate es difuso. En el lado del mar, el strandflate continúa bajo el agua hasta profundidades de 30 a 60 metros, donde una pendiente submarina empinada lo separa de las superficies de bajo relieve más antiguas. Estas superficies antiguas se conocen como bankflate, y constituyen gran parte de la plataforma continental. En algunos lugares, el extremo terrestre del strandflate o la región ligeramente superior contiene cuevas marinas relictas parcialmente llenas de sedimentos que son anteriores al último período glacial. Estas cuevas se encuentran cerca del límite marino postglacial o por encima de él.
En general, los strandflats en Nordland son más grandes y planos que los del oeste de Noruega. También en Nordland, se encuentran muchos strandflats junto a fallas sísmicas activas.

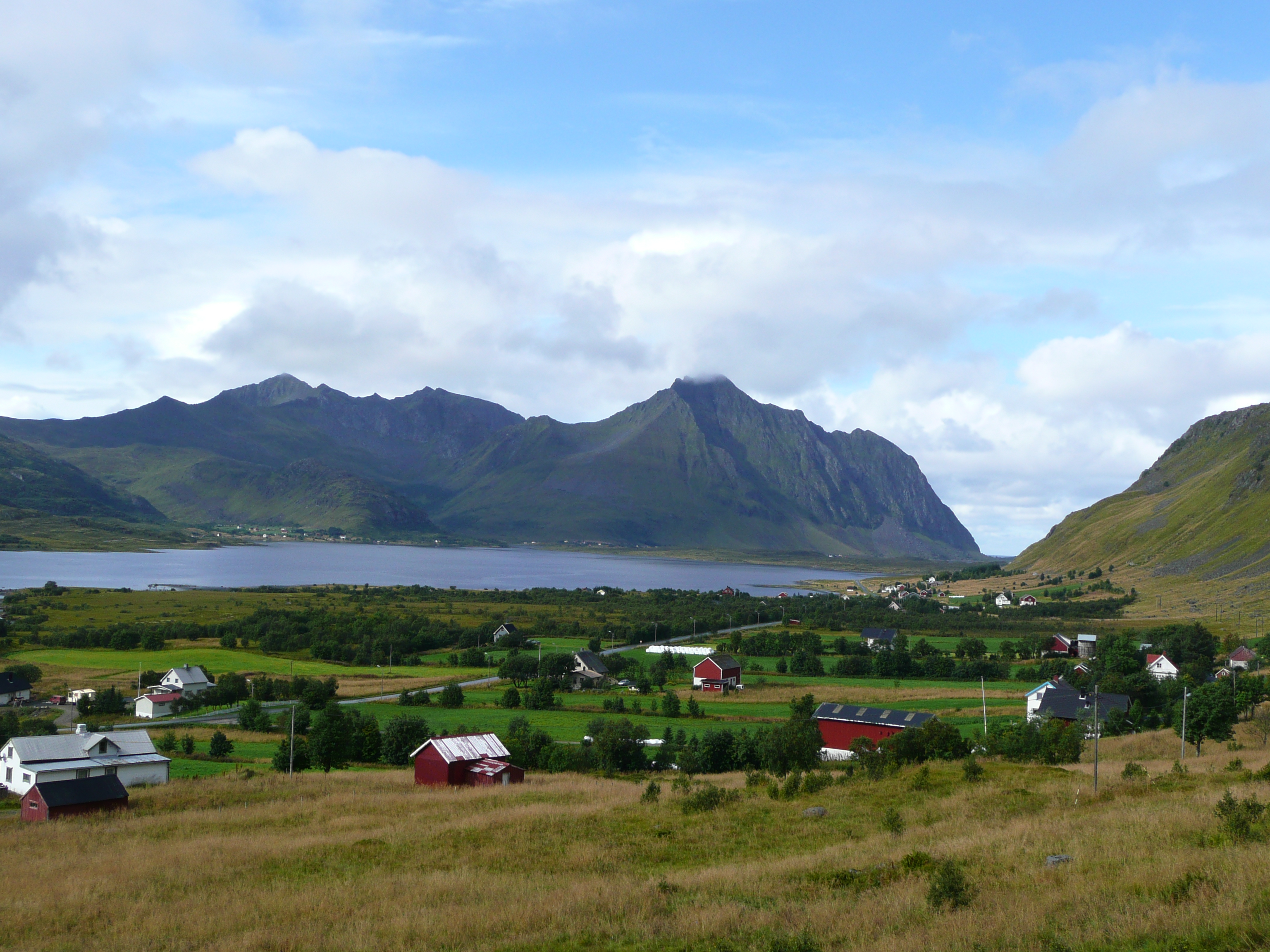
Granjas en el strandflate de Lofotfjella en Eggum, comuna de Vestvågøy.

### Origen geológico
A pesar de ser junto con los fiordos la forma de relieve costera más estudiada en Noruega, no existe consenso sobre el origen de los strandflates. Un análisis de la literatura muestra que durante el transcurso del siglo XX, las explicaciones sobre los orígenes del strandflate pasaron de involucrar uno o dos procesos a incluir muchos más, siendo las más modernas de tipo poligénico. Las observaciones a gran escala sobre la distribución de los strandflates tienden a favorecer un origen en relación con las glaciaciones cuaternarias, mientras que los estudios detallados han llevado a los estudiosos a argumentar que los strandflates han sido moldeados por erosión química durante el Mesozoico. Según esta teoría, la superficie erosionada habría sido enterrada en sedimentos para ser liberada de esta cubierta durante el Neógeno tardío para una remodelación final por erosión. Hans Holtedahl consideraba los strandflates como superficies antiguas modificadas, conjeturando que las superficies antiguas que se sumergen suavemente en el mar favorecerían la formación de los strandflates.
En su descripción original, Reusch consideraba que el strandflate se originaba de la abrasión marina anterior a la glaciación, pero agregó que parte de la nivelación podría haber sido causada por erosión no marina. En su opinión, la formación del strandflate precedió a los fiordos de Noruega. Años más tarde, en 1919, Hans Ahlmann sostuvo que el strandflate fue formado por la erosión en la tierra hacia un nivel base. A mediados del siglo XX, W. Evers argumentó en una serie de publicaciones que el strandflate era una superficie de baja erosión formada en tierra como parte de una secuencia escalonada (piedmonttreppen, o piedemonte de bancos) que incluía a las "superficies paleicas". Esta idea fue refutada por Olaf Holtedahl, quien señaló que la posición de las superficies no era la de un piedmonttreppen.

### Erosión por congelamiento, glaciares y hielo marino
El explorador del Ártico Fridtjof Nansen coincidió con Reusch en que las influencias marinas formaron el strandflate, pero agregó en 1922 que la meteorización por heladas también era un factor importante. Nansen descartó la abrasión marina ordinaria como una explicación para la formación del strandflate, ya que observó que gran parte del strandflate se encontraba en áreas protegidas de las grandes olas. En su análisis, Nansen argumentó que el strandflate se formó después de que los fiordos de Noruega diseccionaron el paisaje. Esto, argumentó, facilitó la erosión marina al crear más costas y al crear sumideros de sedimentos cercanos para material erosionado.
En 1929, Olaf Holtedahl favoreció un origen glacial del strandflate, una idea que fue recogida por su hijo Hans Holtedahl. Hans Holtedahl y E. Larsen continuaron argumentando en 1985 por un origen relacionado con las glaciaciones del Cuaternario con material aflojado por la helada, y el hielo marino transportando material suelto y haciendo el relieve plano. Tormod Klemsdal agregó en 1982 que los glaciares de circo podrían haber hecho contribuciones menores en "ensanchar, nivelar y dividir el strandflate".

## Fuera de Noruega
Se han identificado strandflates en zonas de altas latitudes tales como la costa de Alaska, el  Ártico canadiense, Groenlandia, Islandia los archipiélagos de Svalbard y Novaya Zemlya,  la península de Taimir en Rusia y en las costas occidentales de Suecia y Escocia. Estos strandflates por lo general son de menores dimensiones que los noruegos.
En la Antártida hay strandflates en la península Antártica y en las islas Shetland del Sur. Además de menciones a strandflats en la isla Georgia del Sur.
En la isla Robert, en las islas Shetland del Sur, superficies planas elevadas han sido interpretadas como strandflates que indicarían un alzamiento respecto al nivel del mar. Plataformas costeras elevadas correspondientes a strandflates también han sido identificadas en las Hebridas. Es posible que estos se formaron durante el Plioceno y fueron modificados posteriormente por las glaciaciones Cuaternarias.

## Galería de imágenes

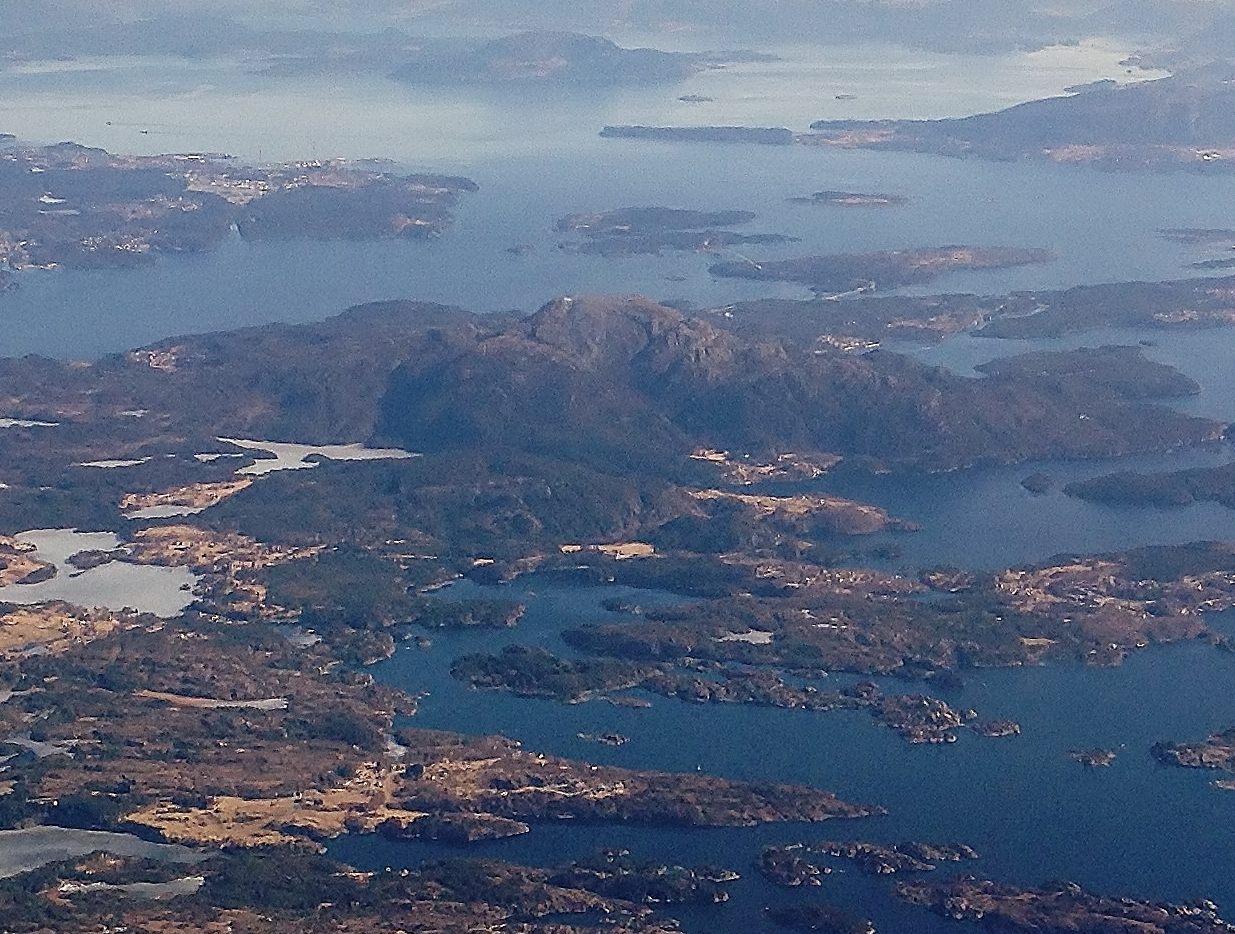
Vista aérea del strandflate en Bømlo.
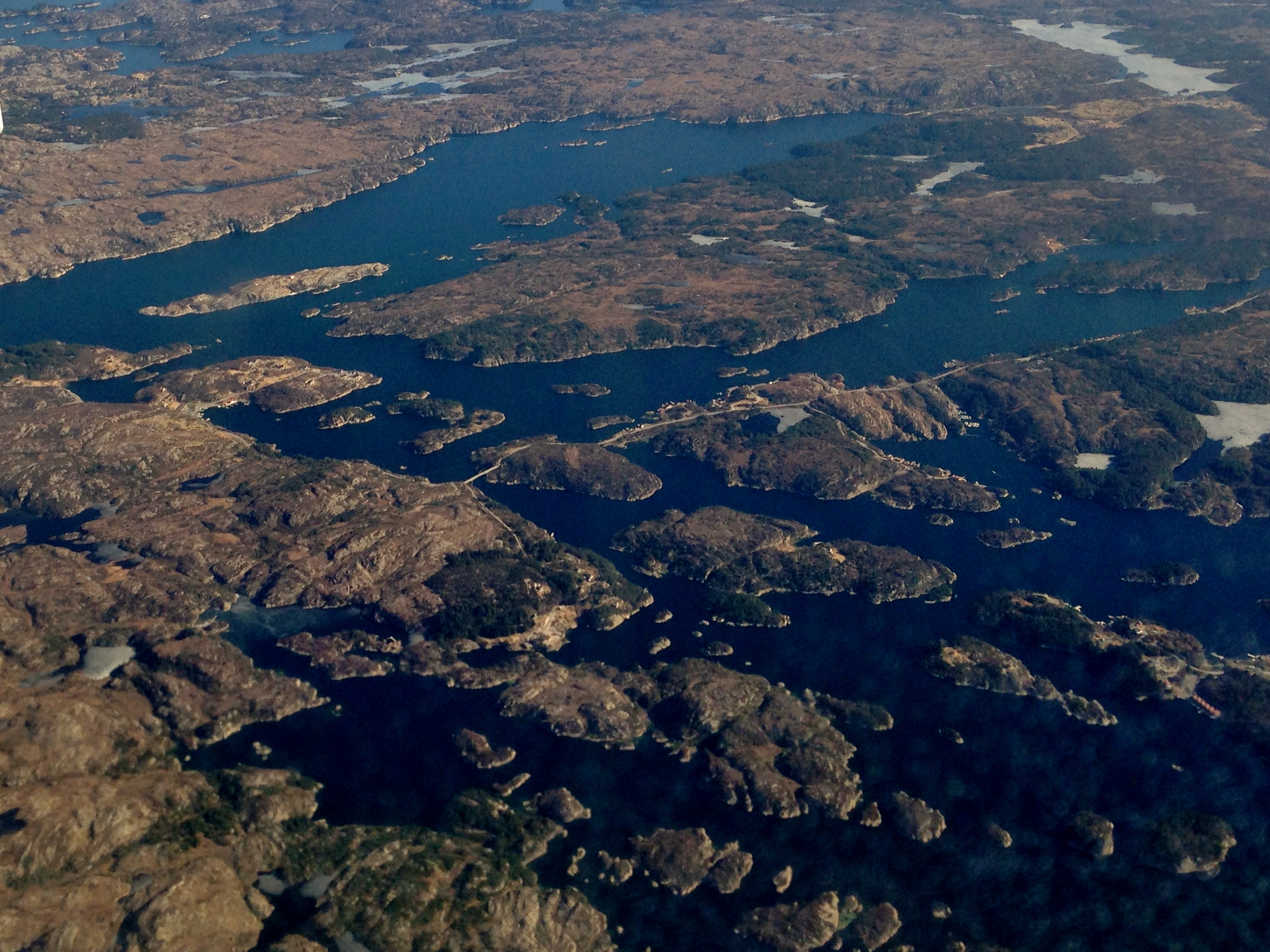
Vista aérea del strandflate en la  isla Goddo cerca de Bømlo.
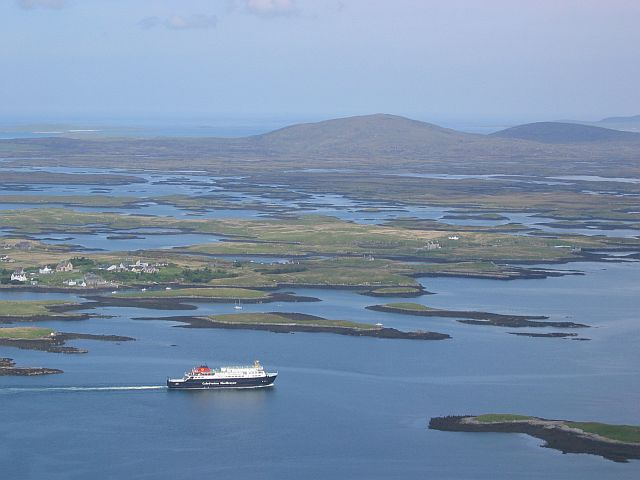
Zona de escollos de un strandflate en Lochmaddy, Hébridas.
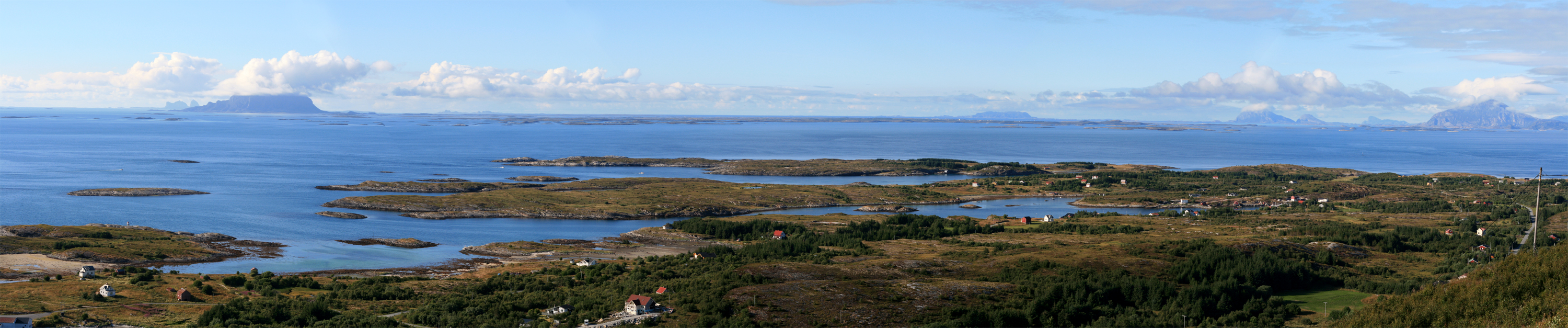
Vista del strandflate en Helgeland desde la montaña Dønnesfjellet en Dønna. Se pueden observar varios rauks, desde la izquierda: Træna, Lovunda, Selvær, Nesøya, Hestmona, Rødøyløva y Lurøyfjellet, todos hitos de la costa noruega.